# Hebellum
Hebellum is een geslacht van uitgestorven kreeftachtigen uit de klasse van de Ostracoda (mosselkreeftjes).

## Soorten
- Hebellum afossulatum Moiseeva, 1976 †
- Hebellum afossulatum Moiseeva, 1980 †
- Hebellum insigne Gailite, 1967 †
- Hebellum minutum (Krause, 1877) Hansch, 1985 †
- Hebellum triviale Gailite, 1967 †